# Thomas Jefferson Jackson See
Pour les articles homonymes, voir See.
Thomas Jefferson Jackson (T. J. J.) See (19 février 1866 – 4 juillet 1962) est un astronome américain (né près de Montgomery City, Missouri), ayant reçu son doctorat en mathématiques de l'université de Berlin en 1892 après avoir achevé ses études de premier cycle à l'Université du Missouri-Columbia en 1889.

## Publications sélectionnées
- (en) See, T. J. J., « Researches on the orbit of 70 Ophiuchi, and on a periodic perturbation in the motion of the system arising from the action of an unseen body », The Astronomical Journal, vol. 16,‎ 1896, p. 17 – 23 (DOI 10.1086/102368, Bibcode 1896AJ.....16...17S)
- (en) See, T. J. J., « Remarks on Mr. Moulton's paper in A.J. 461 », The Astronomical Journal, vol. 20,‎ 1899, p. 56 (DOI 10.1086/103115, Bibcode 1899AJ.....20...56S)
- See, T. J. J. 1910, "Researches on the evolution of the stellar systems: v. 2. The capture theory of cosmical evolution, founded on dynamical principles and illustrated by phenomena observed in the spiral nebulae, the planetary system, the double and multiple stars and clusters and the star-clouds of the Milky Way." T.P. Nichols (Lynn, Mass.)
- See, T. J. J. 1920, Astronomische Nachrichten, 211, 49: "New Theory of the Aether"